# Chimarra nervosa
Chimarra nervosa is een schietmot uit de familie Philopotamidae. De soort komt voor in het Australaziatisch gebied.